# Famille Savary de Lancosme
La famille Savary de Lancosme et de Brèves est une famille noble d'extraction chevaleresque dont la filiation prouvée remonte à 1354. Elle s'est éteinte au XIXe siècle.

## Origines
Originaire de Touraine, cette famille s'est également établie dans le Berry et le Nivernais.

## Filiation
Pierre Savary, seigneur de Lancosme, vivant en 1354, est le premier degré de la filiation prouvée. Le fils aîné, Pierre, succède à son père, le second fils, Jean, est à l'origine de la branche de Noziers (éteinte en 1511), dont est également issu « en ligne naturelle » la branche des Chézaugontier.
Deux branches se sont formées au XVIe siècle, issu de deux des fils d'Henri Savary : 
- les Savary de Lancosme (branche aînée)
- les Savary de Brèves (branche cadette).

## Personnalités

### Branche aînée
- Louis Savary de Lancosme, page de Louis XIII, marié en 1651 à Anne de Coutances, créé baron de Lancosme (1635).
- Louis-François Savary de Lancosme, marié en 1690 Louise-Françoise de Préaulx, créé marquis de Lancosme (1738).
- Charles-Alexandre, marquis de Savary, fut admis aux Honneurs de la Cour en 1777.
- Louis-Alphonse Savary, marquis de Lancosme, (1750-1820) officier, député de la noblesse aux États généraux de 1789, comte de l'Empire en 1810[2].
- Louis-Charles-Alphonse Savary de Lancosme (1776-1875), marié en 1800 à Denise de Menou, Pair de France héréditaire en 1827[3].

### Banche cadette
- François Savary de Brèves (1560-1628), allié en 1607 à Anne de Thou, ambassadeur de France en Turquie et à Rome, Conseiller d'État, chevalier de l'ordre du Saint-Esprit (1625), créé comte de Brèves et marquis de Maulevrier (1625).
- Camille Savary, comte de Brèves, marquis de Maulevrier, marié en 1634 avec Catherine du Plessis de Jarzé
en 1713, le marquisat de Jarzé, en Anjou, revient à leur arrière-petit-fils.
- Louis-Stanislas Savary de Lancosme-Brèves (1809-1873), officier de cavalerie, écuyer et propriétaire de haras, conseiller général de l'Indre[4].

## Armes
Les armes des Savary de Lancosme et des Savary de Brèves sont : écartelé d'argent et de sable.